# Chlidanthus
Chlidanthus  es un género de plantas herbáceas, perennes y bulbosas perteneciente a la familia de las amarilidáceas (Amaryllidaceae). El género fue establecido por William Herbert en 1821 cuando describió a Chlidanthus fragans. Comprende 4 especies originarias de Los Andes de Chile, Perú, Bolivia y Argentina. 

## Taxonomía
Chlidanthus, junto con los géneros  Eustephia e Hieronymiella, pertenece a la tribu Eustephieae de las amarilidáceas. El género Castellanoa Traub. actualmente se incluye dentro de Chlidanthus. Todas las especies del género presentan un número cromosómico básico x=23.
El género fue descrito por  William Herbert y publicado en An Appendix 46. 1821. La especie tipo es: Chlidanthus fragrans Herb.

## Listado de especies
Las especies del género, conjuntamente con la cita válida y su distribución geográfica, se listan a continuación:
- Chlidanthus boliviensis Traub & Nelson
- Chlidanthus cardenasii Traub
- Chlidanthus fragrans Herb.
- Chlidanthus soratensis (Baker) Ravenna (1971).